# Étienne Macdonald
Étienne Jacques Joseph Alexandre Macdonald, vévoda z Tarentu (17. listopadu 1765 v Sedanu – 25. září 1840 zámek Courcelles u Gienu), byl francouzský voják a krátce i politik. Dosáhl hodnosti maršála Francie.

## Revoluční armáda
Rod MacDonaldů pocházející ze Skotska, a patřící k předním rodinám na Hebridách se jmenoval původně MacEachen. Otec pozdějšího maršála emigroval v době Ludvíka XV. s princem Charlesem Edwardem Stuartem do Francie. Jeho syn od roku 1784 sloužil ve francouzské královské armádě (v irském pluku de Dillon). Po politických změnách ve Francii se stal přívržencem revoluce a v revoluční armádě sloužil jako adjutant v hodnosti kapitána u Dumourieze. V bitvách u Jemappes (7. listopadu 1792) a Warwicku (18. srpna 1793) se vyznamenal a stal se brigádním generálem. Úspěšně bojoval se Severní armádou roku 1794 v Belgii a Holandsku proti vévodovi z Yorku. Následovalo legendární tažení a vyneslo mu roku 1796 hodnost divizního generála – se svou brigádou, tvořící předvoj Pichegruovy armády, přešel přes prudkou dělostřelbu nepřítele zamrzlou řeku Waal a jezdeckým útokem zajal celou holandskou válečnou flotilu. Roku 1793 se poprvé oženil, jeho ženou se stala Marie Constance Montloisir, se kterou měl dvě dcery a roku 1797 zemřela. V roce 1801 se oženil podruhé, za ženu si vzal Zephyre de Montholon, vdovu po generálu Joubertovi, který padl v bitvě u Novi roku 1799, když byl ženat jen několik dní. Zephyre porodila jednu dceru, ale roku 1804 zemřela.

## Direktorium
Dne 11. července 1798 byl pověřen direktoriem vrchním velením francouzských vojsk v Římě. Když se generál Mack s 80 000 muži neapolské armády, zaplacené anglickými penězi dal do pohybu proti Římu, vyklidil MacDonald se 6000 muži Řím. Neočekávaným výpadem porazil Neapolitánce u Porto Fermo a 5. prosince 1798 u Civita Castellana. V důsledku poslední zmiňované bitvy, kde generál Mack hnal vojáky do útoku bez šance na úspěch, vypukly v Mackově armádě nepokoje a vzpoura takového rozsahu, že se Mack musel uchýlit jako válečný zajatec pod ochranu Francouzů. Již 14. prosince 1798 byl opět MacDonald pánem Říma. Počátkem roku 1799 dle rozkazu obsadil i Neapolsko, ale vyklidil zemi a spěchal pomoci Moreauovi do severní Itálie, ale ve třídenní bitvě u Trebbie 17. až 19. června 1799 byl spojenými ruskými a rakouskými vojsky poražen, třebaže se v průběhu bitvy již cítil vítězem. V důsledku porážky padla celá Lombardie do rukou Spojenců a MacDonald, již dříve zraněný u Ferrary, se vrátil do Paříže.

## Vzestup Napoleona
V Paříži byl pověřen velením jednotek umístěných ve Versailles a mohl tak pomoci Napoleonovi Bonaparte při brumairovém převratu (9. listopad 1799). Krátce sloužil u Rýnské armády a po Lunevillském míru roku 1801 se stal až do roku 1803 francouzským vyslancem v Kodani. Po návratu do Paříže padl do nemilosti Napoleonovy, jelikož se zastával zatčených Pichegrua a Moreaua, byl postaven mimo službu a teprve roku 1809 opět aktivizován. Stal se velitelem pravého křídla armády italského místokrále Evžena. V severní Itálii přešel Piavu a obsadil Lublaň, koncem května pak i Štýrský Hradec. Prošel celé Rakousko a výrazně přispěl 6. července 1809 k vítězství u Wagramu. Okamžitě poté byl povýšen na maršála a odměněn titulem vévoda z Tarentu.

## Španělsko a ruská kampaň
Od roku 1810 úspěšně bojoval na Pyrenejském poloostrově. 24. dubna 1810 byl jmenován vrchním velitelem v Katalánsku a vystřídal Augereaua. Porazil Španěly v bitvách u Cervery, Labisbalu a Valu. Roku 1812 byl převelen k ruskému tažení. Stal se velitelem 10. sboru, sestávajícího z jedné francouzské a dvou pruských divizí. Sbor tvořil špičku levého křídla armády, rozložen kolem Rigy zůstal relativně pasivní až do ústupu Velké armády z Moskvy. Když pruský generál Yorck uzavřel tajné příměří v Tauroggenu s Rusy, odpadly pruské jednotky od Velké armády a sbor byl tvořen již jen 9000 muži, kteří se relativně v pořádku vrátili do Francie.

## Obrana Francie

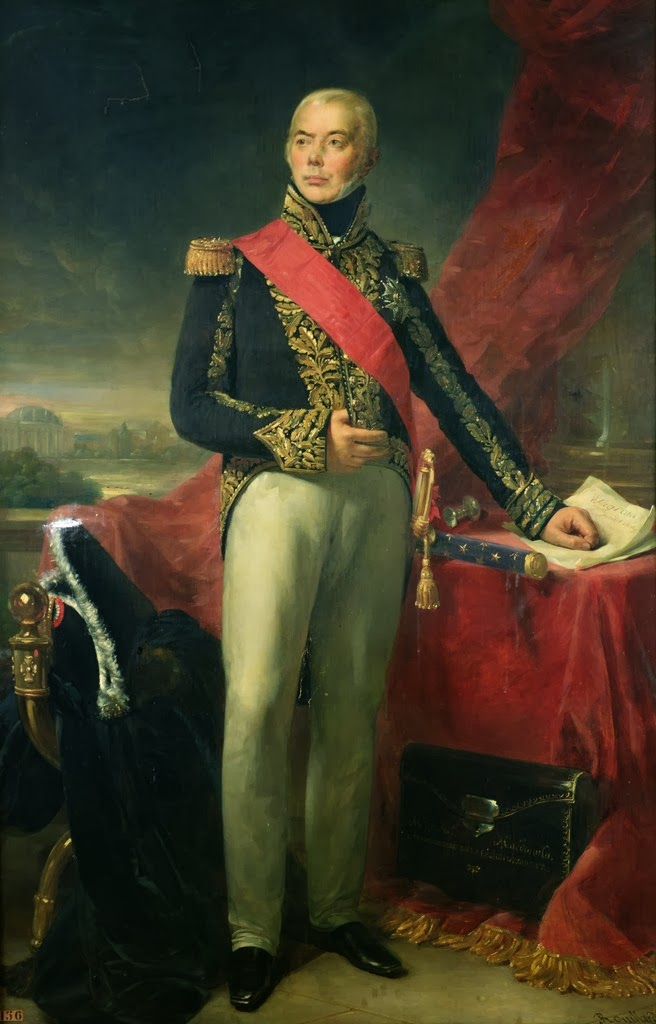
Étienne Macdonald, 1837

Během tažení 1813 v Sasku velel MacDonald 11. sboru. V květnu bojoval statečně v bitvách u Grossgörschen a u Budyšína, ale byl pak těžce poražen Blücherem na Kačavě (26. srpna 1813). V bitvě u Lipska kryl ústup Francouzů a unikl přeplaváním řeky Bílý Halštrov v místech, kde zahynul maršál Poniatowski. Na dalším ústupu pak velel levému křídlu proti Blücherovi.

## Napoleonův konec
Po jeho příjezdu do Fontainebleau 4. dubna 1814, jej Napoleon jmenoval vedle Neye a Caulaincourta zplnomocněncem v jednáních se spojenci. Spolu s ostatními maršály i MacDonald vykonával tlak na císaře k jeho abdikaci, ale zachovával mu naprostou loajalitu. Novou vládou byl jmenován členem válečné rady, rytířem Řádu svatého Ludvíka a pairem. Při návratu Napoleona z Elby velel u Lyonu jednotkám, které měly zabránit dalšímu postupu „uzurpátora“. Pod tlakem všeobecného nadšení však jednotkám dal svobodu v jednání a rozpustil je. Vrátil se do Paříže, kde převzal velení oddílu, který v noci z 19. na 20. března doprovodil Ludvíka XVIII. do Meninu. Sám se vrátil do Paříže a zapsal se do Národní gardy jako prostý granátník. Po druhé Restauraci obdržel velení Loirské armády a 2. července 1815 se stal velkokancléřem Čestné legie a krátce byl i členem vlády. Jako dvojnásobný vdovec se stihl maršál MacDonald oženit potřetí roku 1823. Jeho žena, rozená de Burgony porodila syna. Po červencové revoluci se zcela stáhl z veřejného života a žil na svém zámku Courcelles, kde také zemřel. Je pohřben na pařížském hřbitově Pére Lachaise. Jeho syn Alexandre Charles (1824–1881) byl od roku 1852 komořím Napoleona III. a od roku 1869 senátor. Maršál MacDonald byl statečným vojákem a dobrým stratégem. Z jeho vlastností však nade vše vyniká čest a věrnost, kterým se nikdy nezpronevěřil.